# 8. stoljeće pr. Kr.
◄ | 2. tisućljeće pr. Kr. | 1. tisućljeće pr. Kr. | 1. tisućljeće | ►
◄ | 10. stoljeće pr. Kr. | 9. stoljeće pr. Kr. | 8. stoljeće pr. Kr. |7. stoljeće pr. Kr. | 6. stoljeće pr. Kr. | ►
790-ih pr. Kr. | 780-ih pr. Kr. | 770-ih pr. Kr. | 760-ih pr. Kr. | 750-ih pr. Kr. | 740-ih pr. Kr. | 730-ih pr. Kr. | 720-ih pr. Kr. | 710-ih pr. Kr. | 700-ih pr. Kr.
8. stoljeće pr. Kr. je je razdoblje koje je trajalo od 800. pr. Kr. do 701. pr. Kr..

## Glavni događaji i razvoji
- 777. pr. Kr. -

- godina održavanja prvih pismenim tragovima dokazivih Olimpijskih igra. (Stvarni počeci Olimpijskih igara bili su još u 2. tisućljeću pr. Kr.)
- početak najstarijeg grčkog računanja vremna, temeljenog na Olimpijadama.
- 6. rujna - u dan točno zabilježena pomrčina Sunca omogućuje povezivanje tadašnjeg kineskog kalendara s današnjim kalendarom.

- 771. pr. Kr. - upad nomada u Kinu, kraj zapadne Zhou dinastije
- 770. pr. Kr. - počinje razdoblje istočne Zhou dinastije
- 753. pr. Kr. - prema legendi 24. travnja Romul osniva Rim. Počinje računanje vremena prema rimskom kalendaru.
- 751. pr. Kr. - Egipat: početak 25. dinastije
- 735. pr. Kr. - prema Tukididu, Grci osnivaju svoju prvu koloniju na Siciliji.
- keltska plemena dolaze u Britaniju.
- valovi grčkih useljenika dolaze u Anatoliju
- između rijeke Arno i Tiber nastanili su se Etruščani
- Staroaramejski jezik usvojen kao lingua franca u Novoasirskom Carstvu.

## Osobe
- Romul, prvi Rimski kralj i "osnivač" Rima
- Homer, grčki pjesnik oblikuje Ilijadu i Odiseju u pisanom obliku
- Mida, kralj Frigije od najmanje 738. pr. Kr. † vjerojatno 696. pr. Kr.

## Vanjske poveznice
|  | Zajednički poslužitelj ima još gradiva o temi 8. stoljeće pr. Kr. |